# Catharina van Brandenburg
Catharina van Brandenburg (Koningsbergen, 28 mei 1602 - Schöningen, 27 augustus 1644) was een prinses van Brandenburg en door haar huwelijk vorstin van Zevenburgen en hertogin van Saksen-Lauenburg. Van 1629 tot 1630 was ze de regerende vorst van Zevenburgen, maar ze zag uiteindelijk af van haar heerschappij.

## Biografie
Catharina was een dochter van keurvorst Johan Sigismund van Brandenburg en diens echtgenote Anna van Pruisen, op haar beurt een dochter van hertog Albrecht Frederik van Pruisen. De Russische tsaar Michaël I van Rusland dong in 1623 naar haar hand.
In 1626 trouwde ze echter voor de eerste keer met vorst Gabriël Bethlen van Transsylvanië. Nog tijdens diens leven werd Catharina tot vorstin van Zevenburgen verkozen en als opvolger erkend. Zo volgde ze haar man na diens dood in november 1629 op als heersend vorst van Zevenburgen en werd door de Verheven Porte in haar ambt bevestigd. Omwille van haar inclinatie tot het katholicisme, haar verhouding met graaf István Csáky en haar gebrek aan doorzetting in de strijd om de troon, trad ze uiteindelijk af, nadat ze op de Landdag in Medgyes  onder vuur kwam te liggen en de standen in Kolozsvár haar aftreden eisten.
Ze werd opgevolgd door haar schoonbroer Stefan Bethlen, die enkele weken later aftrad. De volgende vorst, George I Rákóczi, ontnam Catharina haar kasteel en heerlijkheid Fogaras, de enige bezittingen die haar volgens het testament van haar overleden echtgenoot waren toebedeeld. George I dwong haar bovendien om zijn zoon George II Rákóczi te adopteren. Hierna trok ze zich terug in Székesfehérvár en vervolgens bekeerde ze zich in 1633 in Tokaj tot het katholicisme. Hierna kende keizer Ferdinand II haar verloren gegane bezittingen opnieuw toe.
In 1639 trouwde ze voor een tweede keer, in Sopron, met hertog Frans Karel van Saksen-Lauenburg (1594–1660). Uiteindelijk verkocht ze al haar Hongaarse bezittingen en keerde terug naar Duitsland. Ze stierf kinderloos in 1644.
- Gemeinsame Normdatei: 104139455
- Nationale Bibliotheek van Polen: a0000003749915
- Virtual International Authority File: 61981573
- WorldCat: E39PCjKDkbhVfGr3fd88MKX3cd